# Radiant (bande dessinée)
Pour les articles homonymes, voir Radiant (homonymie).
Radiant (Japonais : ラディアン) est une série de manga d'origine française (manfra) créée par Tony Valente et publiée depuis juillet 2013 par Ankama Éditions. La saga du manga de Radiant a eu droit à 1 spin off "Cyfandir Chronicles" dont le premier tome est sorti le 31 Mai 2024 et aura droit à un deuxième spin off "Fabula Fantasia" dont la sortie du premier tome est prévue le 4 Juillet 2025.
Une adaptation en anime produite par le Studio Lerche est diffusée entre octobre 2018 et février 2020 sur NHK au Japon et en simulcast sur Crunchyroll, Anime Digital Network, puis sur Netflix et sur la chaine J-One dans les pays francophones. Il s'agit de la première bande dessinée française à être adaptée et diffusée au Japon,.

## Synopsis
Dans un univers fantastique, des monstres, appelés Némésis, tombent du ciel. L'origine de ces monstres reste inconnue, mais une chose est sûre, ils ne sont pas là pour notre bien ! Heureusement, des hommes et des femmes organisent la lutte contre ces Némésis. Ces individus sont des infectés rejetés par la société et bien souvent aussi craints que les créatures elles-mêmes. Ils représentent pourtant le seul et unique rempart contre cette menace. Ce sont les sorciers. D'après certaines rumeurs, ces monstres tomberaient d'un nid de Némésis appelé « Radiant ».
Seth est un adolescent des Pompo Hills qui a survécu à une attaque de Némésis. Il rêve de tous les vaincre et d'apporter la paix entre les sorciers et le reste de l'humanité. Pour ce faire, il doit trouver le lieu d'origine des Némésis, le légendaire Radiant, et ainsi détruire leur berceau. Lui et d'autres sorciers parcourent la région à la recherche du Radiant tout en évitant l'inquisition, une organisation opposée aux Sorciers.

## Personnages

### Personnages principaux
Seth
Voix japonaise : Yumiri Hanamori, voix française : Thibaut Delmotte
Seth est le principal protagoniste de Radiant. Il est sous la tutelle d'Alma, traqueuse indépendante, depuis sa plus tendre enfance. Seth n'a de cesse de vouloir chasser les Némésis avec elle, et c'est lorsque tout bascule qu'il va se rend compte que le problème ne vient pas d'eux, mais du berceau d'où ils proviennent. Depuis, il va vouloir trouver l'origine des Némésis, le Radiant pour ceux qui y croient, afin de le détruire.
Il est un jeune garçon bourrin et qui s'élance toujours trop vite dans les problèmes. Sa faculté à causer des problèmes énerve sans cesse Alma. Seth est un apprenti-sorcier, de ce fait, il est un infecté : chaque sorcier souffre d'une infection qui peut se manifester sous tous les aspects possibles. Celle de Seth apparaît sous la forme de deux cornes sur sa tête. Sa particularité par rapport aux autres sorciers est son habileté à pouvoir manier le Fantasia, l'énergie magique de l'univers de Radiant, à mains nues. Chose impossible car le Fantasia manipulé à nu est bien plus nuisible que le feu sur l'organisme.
Il va donc s'élancer sur la piste du Radiant, berceau présumé des Némésis, afin de mettre fin au cycle des infectés persécutés par l'Inquisition, l'organisation qui condamne la pratique de la sorcellerie ! Mais son potentiel unique va lui attirer bien des problèmes des Inquisiteurs. Il rencontre Mélie et Doc.
Alma
Voix japonaise : Romi Park, voix française : Francine Laffineuse
Alma est une sorcière indépendante, qui élève Seth seule. Sa fonction est de chasser les Némésis qu'elle croise sur chaque îlot.
Elle n'hésite pas à corriger Seth lorsque celui-ci cause des problèmes, ce qui arrive bien souvent. Ils vivent tous deux dans un dirigeable reconverti en observatoire, où ils peuvent voyager à l'abri des mauvais regards des populations et des Inquisiteurs.
Son infection se manifeste sous la forme de migraines récurrentes qui provoquent des amnésies sur le long terme. Elle apparaît avec le bras droit manquant à la suite du mal provoqué par le premier contact avec un Némésis, qui a nécessité l'amputation.
Doc
Voix japonaise : Shintarō Ōhata, voix française : Pierre Bodson
Doc est un sorcier chercheur, très mauvais informateur, qui travaille à récolter les restes de Némésis chassés pour qu'on les étudie dans le but de trouver un remède aux infections. C'est un homme qui a peur de tout et qui voit Seth comme une source de problèmes. Ce dernier va l'accompagner pour suivre la trace du Radiant.
Mélie
Voix japonaise : Aoi Yūki, voix française : Helena Coppejans
Mélie est une jeune sorcière qui rencontre Seth peu après son départ avec Doc. C'est une jeune femme souriante en manque d'amies dû à son infection qui la rend tristement célèbre : elle est en proie à des crises qui inversent complètement sa personnalité, la transformant en une personne agressive et incontrôlable capable d'agresser le moindre insolent sur sa route. Elle est accompagnée d'un petit oiseau : Mr. Boobrie, lequel préfère la version agressive de Mélie (ainsi que de recevoir des coups). Depuis des années, cette infection fait le vide autour d'elle. Elle fait partie du clan des Vicqueen dont elle possède la marque en tatouage sur sa jambe. Sa personnalité agressive n'est autre que celle de sa grande sœur Vénélope, lorsqu'elles ont combattu un nemesis surnommé "le Veilleur".
Grimm
Voix japonaise : Takehito Koyasu, voix française : Olivier Cuvelier
Grimm est un sorcier mystérieux, entièrement recouvert de bandages, et très axé sur le maniement du Fantasia. Sa route croise celle de Seth lors de son escale à Rumble Town, où il va le confondre avec un complice de sa cible : Hameline, et va le combattre. Après ça, il va reconnaître l'intérêt de Seth et s'avérera être un allié providentiel dans les événements à suivre.
Ocoho
Voix japonaise : Mai Fuchigami, voix française : Ludivine Deworst
C’est une aspirante Chevalier-Sorcier. Seth la rencontre à Caislean Merlin lors de sa quête du Radiant. C’est une jeune fille souriante et déterminée à devenir plus forte. Très douée en magie, elle est capable de ressentir et d'utiliser le fantasia facilement pour lancer des sorts puissants, également forte aux combats corps à corps elle est capable de tenir tête à Mélie lorsque cette dernière change de personnalité. À la suite de la guerre contre les Inquisiteurs elle fut adoubée par la Reine faisant d'elle la princesse et future reine de Cyfandir. Elle rejoint le groupe après ses évènements.

### L'Artémis
Master Lord Majesty
Voix japonaise : Kappei Yamaguchi, voix française : Alessandro Bevilacqua
Chat jaune qui dirige l'Artémis. Il rentabilise la moindre action de ses citoyens pour leur pomper tout leur argent -dont l'unité est le dîme- mais n'en reste pas moins un monarque loufoque qui attribue des surnoms insensés et porte des slips à motifs de fromage. Cependant, derrière ces apparences, il est très mature et pousse Seth à poursuivre sa quête.
Yaga
Voix japonaise : Hiroyuki Yoshino, voix française : Brieuc Lemaire
Yaga est un sorcier d'exception, faisant partie du Coven des 13. Il accepte de prendre en formation Seth pour lui enseigner l'usage des outils traditionnels de maniement du Fantasia, et s'aperçoit dès leur rencontre du talent unique de Seth. Il se déplace et se bat le plus souvent à l'aide de son chaudron et d'un balai.

### L'Inquisition
Dart Dragunov
Voix japonaise : Koji Yusa, voix française : Pierre Lognay
Capitaine de l'Inquisition qui gère la circulation dans la région, Dragunov voit comme tout bon inquisiteur qui se respecte les infectés/sorciers comme des criminels. Il est arrogant mais sait faire preuve de sagesse même pendant les situations les plus critiques.
Konrad de Marbourg
Voix japonaise : Katsuki Murase, voix française : Laurent Bonnet
Capitaine Inquisiteur, anciennement sous les ordres de Dragunov, Konrad est à la charge de l'intégrité morale de Rumble Town. Il voit les infectés ainsi que les étrangers comme des parias et des hérétiques.
Torque « Le Fauve »
Voix japonaise : Kenta Miyake, voix française : Stanny Mannaert
Général Inquisiteur, il voit la sorcellerie comme la source de l'obscurantisme de ce monde et voit l'Inquisition comme la lumière chassant ces ténèbres. Apprenant l'existence d'un sorcier maniant le Fantasia à main nue (ce qui est complètement inhabituel), il va se lancer à la poursuite de Seth.
Liselotte
Voix japonaise : Ayane Sakura, voix française : Dorothée Schoonooghe
Capitaine de l'inquisition se battant avec deux couteaux qu'elle manipule à l'aide de son miracle. Elle fume souvent sa pipe. Ancienne subordonnée de Dragunov, elle a une grande estime pour lui mais met souvent en question ces choix vis à vis des infectés et des sorciers.
Ullmina Bagliore
Voix japonaise : Saori Hayami, voix française : Sarah Brahy
Membre des Thaumaturges possédant un miracle. Ce dernier lui permet de ramener les morts à la vie et d'en faire ses marionnettes. Femme très colérique, elle n'hésite pas s'en prendre à ses subordonnés lors de ses crises. Considérant les sorciers et les infectés comme des êtres noirs et impurs, elle veut affronter ses derniers dans le but de connaître la noirceur de leurs âmes afin de mieux purifier le monde mais aussi parce-que cela la fascine. Elle est également la mère du Thaumaturge Vérone.
Vérone
Voix japonaise : Tomoyo Kurosawa, voix française : Audrey D'Hulstere
Autres membres des Thaumaturges possédant également un miracle qui lui permet de transformer le fantasia en pierre. Plus jeune membre des Thaumaturges, il est aussi le fils d'Ullmina Bagliore ce qui fait de lui l'une des personnes capables de calmer cette dernière lors de ces crises de colère. Doué d'une grande maturité malgré son jeune âge, il prend son devoir d'inquisiteur très au sérieux.
Syrdon (Piodon)
Voix japonaise : Ryohei Kimura, voix française : David Manet
Un des frères de Seth. Il est lui aussi cornu. Il apprend à Seth ce qu'est le Sidh. Membre de l'Inquisition malgré le fait qu'il soit un infecté, il est très proche du Général Torque et cache beaucoup de secrets ce qui pousse Seth à se méfier de lui malgré leur lien de parenté.
Colonel Santori
Voix japonaise : Kenichi Ogata, voix française : Thierry Janssen
Un Thaumaturge important possédant un miracle. Ce dernier lui permet de créer une très grande projection de lui-même. C'est un obsédé du combat cherchant des adversaires forts pour satisfaire sa soif de sang. Sentant un fort potentiel en Seth, il souhaite l'affronter lorsqu'il sera au maximum de sa puissance.

### Les Chevaliers-Sorciers
Queen Boadicée
Voix japonaise : Yukana, voix française : Marie Du Bled
Reine de Cyfandir. Nous n'avons que peu d'informations sur elle hormis son infection qui semble être le gigantisme et son dévouement à son pays. Elle porte actuellement les enfants de Myr.
Brangoire
Voix japonaise : Hiroshi Shirokuma, voix française : Thierry Janssen
Lord au service des chevaliers-sorciers, il fut l'instructeur de la promotion d'Ocoho et proposa de devenir son mentor, proposition qui fut refusé par la reine en faisant d'Ocoho son héritière. Rival de Lord De Gulis, il mise sur la valeur du collectif lors des combats contrairement à ce dernier qui compte sur l'exploit individuel. Serviteur loyal de la reine Boadicée, il est très protecteur envers elle et s'énerve facilement lorsqu'on lui manque de respect.
De Gulis
Voix japonaise : Yutaka Aoyama , voix française : Alessandro Bevilacqua
De Gulis est un Lord riche et charmeur aux services des chevaliers-sorciers. Rival de Lord Brangoire, il prône l'exploit individuel aux combats contrairement à ce dernier qui mise sur la valeur du collectif. Personne très maladroit il dit que ces maladresses sont volontaires dans le but d'éviter l'humiliation. Lors de sa rencontre avec Mélie, il a le coup de foudre pour elle et cherche à la conquérir malgré son dégoût pour lui.
Myr (Myrddin)
Voix japonaise : Bin Shiamada, voix française : Alain Eloy
Dernier survivant de son espèce : les lutins, Myrddin (surnommé Myr). Apparait au départ comme un simple sans-abris auquel personne ne prête attention. Mais se révèle être un lutin qui enseigna à Seth à mieux manier le Fantasia ainsi qu'à contrôler la « chose » qui prend contrôle de lui lorsqu'il est aux portes de la mort. Lors de la guerre contre les inquisiteurs il se révéla être Merlin et fou de rage à la suite de la perte de sa femme Yggdrajill il entra dans la bataille détruisant tout sur son chemin, il fut arrêté par Seth qui lui apprit que ses petits avaient survécu.
Mordred
C’est un ami d'enfance d’Ococho, il est le fils du baron doussant. Il se sert d’ocoho pour faire apparaître des nemesis spectrum, son infection fait qu’il ne ressent pas les émotions. Il a assassiné Sagramore un autre ami d’Ocoho.

### Les Barons-Marchands
Baron Doussant
Voix japonaise : Hiroyuki Kinoshita, voix française : David Manet
Homme charismatique et intelligent, il veut conquérir Cyfandir dans le but d'accaparer ses richesses et asservir sa population. C'est pour cela qu'il aide l'inquisition dans le siège de cette dernière. Très matérialistes il considère que la vie humaine a peu de valeur comparée aux biens matériels et à l'argent.
Baron Christelome

C’est un homme qui aime particulièrement se battre 

### Les Domitors
Hameline
Voix japonaise : Yumi Uchiyama, voix française : Audrey D'Hulstere
Hameline est une sorcière Domitor d'une vingtaine d'années, contrôlant les Némésis grâce à sa flûte. Elle souhaite détruire Rumble Town, la ville où elle a passé une enfance marquée par la haine de la population et des Inquisiteurs. Elle aurait un lien avec les Domitors de Bôme.
Son infection se manifeste par des marques sur sa peau et des oreilles pointues. Elles possèdent énormément de Nemesis qui se compose d'un Némésis source et plein de Nemesis échos. Elle est morte, tuée par Torque le fauve lors de son attentat.
Lupa Lycco
Domitor aux cheveux blancs elle fait partie du groupe de Domitors de Bôme et à un Nemesis nommé Skohell. Elle se déguisé souvent et sa spécialité est de claustrer toutes sortes d'objets ou d'êtres vivants. Elle a trahi les Domitors et a rejoint Seth après qu'il l'ait sauvé. Elle entretenait un lien fort avec Hameline.
Adhès
Guide des Domitors et possède de multiples bras. Il possède un Nemesis qui se nomme Kerberos. Il est très cruel envers ses subordonnés s'ils ne lui obéissent pas ou qu'ils le déçoivent.

## Publication

### Liste des arcs
Le premier arc de la série est Pompo Hills. L'histoire commence aux Pompo Hills. Seth, un apprenti sorcier, veut devenir un grand chasseur de Némésis. Mais à la suite d'un malentendu, il est chassé par des fermiers de l'îlot 21 et sauvé par Alma.
Le deuxième arc est Rumble Town. Seth, Mélie et Doc voulaient chacun accomplir un projet mais se retrouvent sans argent. Ils se lancent sur une mission en direction de Rumble Town. Le chaos ambiant de la ville cache de nombreux mystères qu'ils devront élucider pour percer à jour les manigances de l'Inquisition.
Le troisième arc est Caislean Merlin.
Le quatrième arc se passe à Bôme chez les domitors et les inquisiteurs.

### Liste des volumes
| no | Français          | Français          |
| no | Date de sortie    | ISBN              |
| --- | ----------------- | ----------------- |
| 1 | 4 juillet 2013    | 978-2-35910-391-5 |
| Liste des chapitres : - Chapitre 1 : Némésis - Chapitre 2 : Éveil - Chapitre 3 : La Chevelue et le Cornu - Chapitre 4 : M.L.M Show |                   |                   |
| 2 | 7 mars 2014       | 978-2-35910-486-8 |
| Liste des chapitres : - Chapitre 5 : Fantasia - Chapitre 6 : Jean Pedrovitch De La Noche Salomon Grispépin Wondersmith - Chapitre 7 : Bienvenue à Rumble Town - Chapitre 8 : Faubourg Nord - Chapitre 9 : Coup de Théâtre - Chapitre 10 : Domitor - Chapitre 11 : Deux Mollard et du pipi - Chapitre 12 : Here comes a new challenger          |                   |                   |
| 3 | 27 février 2015   | 978-2-35910-505-6 |
| Liste des chapitres : - Chapitre 13 : Quand Rumble Town seffondrera - Chapitre 14 : Exécution - Chapitre 15 : Renaissance - Chapitre 16 : North East Jail - Chapitre 17 : La chute - Chapitre 18 : Thaumaturges - Chapitre 19 : Le rempart - Chapitre 20 : Un cercueil pour le doc                                                             |                   |                   |
| 4 | 20 novembre 2015  | 978-2-35910-862-0 |
| Liste des chapitres : - Chapitre 21 : Piodon - Chapitre 22 : Kannibal - Chapitre 23 : Quel camp ? (1) - Chapitre 24 : Quel camp ? (2) - Chapitre 25 : Le monstre qu'ils ont cru voir - Chapitre 26 : Le "Miracle" - Chapitre 27 : Post tenebras lux - Chapitre 28 : M.L.M Show vol.2                                                           |                   |                   |
| 5 | 8 juillet 2016    | 978-2-35910-966-5 |
| Liste des chapitres : - Chapitre 29 : Le capitaine Thaumaturge - Chapitre 30 : The Bravery Duet - Chapitre 31 : Les Barons-Marchands - Chapitre 32 : Caislean Merlin - Chapitre 33 : Le Lutin de la Statue - Chapitre 34 : Némésis Spectrum - Chapitre 35 : La Reine Sorcière - Chapitre 36 : Songes                                           |                   |                   |
| 6 | 2 décembre 2016   | 979-10-3350-096-4 |
| Liste des chapitres : - Chapitre 37 : La chute du Spectrum - Chapitre 38 : Dernier Souffle - Chapitre 39 : Sang - Chapitre 40 : Trappeuse - Chapitre 41 : Le Lutin de la Forêt - Chapitre 42 : Fané - Chapitre 43 : L'Insoumise - Chapitre 44 : Les Sens du Sorcier                                                                            |                   |                   |
| 7 | 3 juillet 2017    | 979-10-3350-450-4 |
| Liste des chapitres : - Chapitre 45 : Hostile - Chapitre 46 : Improvise ! - Chapitre 47 : Gysoni - Chapitre 48 : Petit Peuple - Chapitre 49 : Héritiers - Chapitre 50 : Filature - Chapitre 51 : La Dullahan - Chapitre 52 : La Force des cailloux                                                                                             |                   |                   |
| 8 | 1er décembre 2017 | 979-10-3350-487-0 |
| Liste des chapitres : - Chapitre 53 : L'héritière indomptable - Chapitre 54 : B.O.T. - Chapitre 55 : Illusion - Chapitre 56 : Message de paix - Chapitre 57 : Les Rois-sorciers - Chapitre 58 : Souvenirs - Chapitre 59 : Mon Fils - Chapitre 60 : Gardiens de pierre                                                                          |                   |                   |
| 9 | 25 mai 2018       | 979-10-3350-545-7 |
| Liste des chapitres : - Chapitre 61 : Mordred - Chapitre 62 : La reine captive - Chapitre 63 : Donneurs d'ordres - Chapitre 64 : La tête de la reine - Chapitre 65 : Pierres de mémoires - Chapitre 66 : L'armure de Pen Draig - Chapitre 67 : Des sous-hommes - Chapitre 68 : Commandante Ullmina                                             |                   |                   |
| 10 | 21 septembre 2018 | 979-10-3350-555-6 |
| Liste des chapitres : - Chapitre 69 : Myrddin - Chapitre 70 : Jouet de ferraille - Chapitre 71 : Une âme si noire - Chapitre 72 : Tous mourir - Chapitre 73 : Sacrifiée - Chapitre 74 : Tomber les masques - Chapitre 75 : Au moins mille fois - Chapitre 76 : Broom Broom Cup Survival                                                        |                   |                   |
| 11 | 22 février 2019   | 979-10-3350-929-5 |
| Liste des chapitres : - Chapitre 77 : Broom Broom Cup Survival #2 - Chapitre 78 : Finish Line - Chapitre 79 : Marry me baby - Chapitre 80 : Désillusion - Chapitre 81 : La Mesnie - Chapitre 82 : Général Inquisiteur - Chapitre 83 : Effets secondaires - Chapitre 84 : Corrosif                                                              |                   |                   |
| 12 | 30 août 2019      | 979-10-3350-964-6 |
| Liste des chapitres : - Chapitre 85 : Dragonfly - Chapitre 86 : Le Dévorer - Chapitre 87 : Soupe - Chapitre 88 : Le Chaudron de Yaga - Chapitre 89 : Claustrés - Chapitre 90 : Limaille D'argent - Chapitre 91 : Tuer tout le monde - Chapitre 92 : La Canopée                                                                                 |                   |                   |
| 13 | 31 janvier 2020   | 979-10-3350-976-9 |
| Liste des chapitres : - Chapitre 93 : Adriel - Chapitre 94 : Coup de Main - Chapitre 95 : Les Buttes de Bôme - Chapitre 96 : Je ne te lâcherai pas - Chapitre 97 : Instantané - Chapitre 98 : Si contentes - Chapitre 99 : Le Regard de Vénélope - Chapitre 100 : Les Conversos                                                                |                   |                   |
| 14 | 28 août 2020      | 979-10-3350-983-7 |
| Liste des chapitres : - Chapitre 101 : L'en deçà - Chapitre 102 : Sacrifiée - Chapitre 103 : Desarmés - Chapitre 104 : Souffrir à leur place - Chapitre 105 : Emeth - Chapitre 106 : Juste effrayés - Chapitre 107 : Aide-moi - Chapitre 108 : Un îlot à toi                                                                                   |                   |                   |
| 15 | 1er octobre 2021  | 979-10-3351-248-6 |
| Liste des chapitres : - Chapitre 109 : Adhès - Chapitre 110 : Avec reconnaissance et respect - Chapitre 111 : Je ne t'ai pas lâché - Chapitre 112 : Le fantasia qui nous façonne - Chapitre 113 : Des monstres dans le brouillard - Chapitre 114 : Apprendre à te respecter - Chapitre 115 : On ne sert à rien - Chapitre 116 : Notre uniforme |                   |                   |
| 16 | 1er avril 2022    | 979-10-3351-187-8 |
| Liste des chapitres : - Chapitre 117 : La Glèbe - Chapitre 118 : Mort ou Vif - Chapitre 119 : Outils de destruction - Chapitre 120 : Une Liberté inconditionnelle - Chapitre 121 : Apparences - Chapitre 122 : N’aie pas peur de moi - Chapitre 123 : L’escadron fantôme - Chapitre 124 : Soldat de Grimm                                      |                   |                   |
| 17 | 2 décembre 2022   | 979-10-335-1408-4 |
| Liste des chapitres : - Chapitre 125 : Seul chez les Domitors - Chapitre 126 : L'Essaim - Chapitre 127 : Pourquoi tant de retenue ? - Chapitre 128 : Maman - Chapitre 129 : M'accorder ta confiance - Chapitre 130 : Parjure - Chapitre 131 : Aux Frontières de ma Conscience - Chapitre 132 : Tes Décisions                                   |                   |                   |
| 18 | 8 décembre 2023   | 979-10-335-1406-0 |
| Liste des chapitres : - Chapitre 133 : Follets - Chapitre 134 : La ballade des Inquisiteurs - Chapitre 135 : L'escadron des nuages - Chapitre 136 : Voir encore - Chapitre 137 : Nous sommes en guerre - Chapitre 138 : Avoir peur - Chapitre 139 : Dodo doc - Chapitre 140 : Aux yeux de qui ?                                                |                   |                   |
| 19 | 22 novembre 2024  | 979-10-335-1720-7 |
| Liste des chapitres : - Chapitre 141 : Annihilation - Chapitre 142 : Des Stalactites d'une Rare Beauté - Chapitre 143 : Ta Mission en tant que Goutte - Chapitre 144 : Dominium - Chapitre 145 : Ma Réalité - Chapitre 146 : À l'ombre de ces Vilaines Plantes - Chapitre 147 : Aucune Bonne Raison - Chapitre 148 : Désescalade               |                   |                   |

### Publication à l'international
Depuis août 2015, Radiant est publiée au Japon par Asukashinsha, en Espagne par Letrablanka depuis mars 2016, en Allemagne par Pyramond à partir d'octobre 2016, en Italie par Mangasenpai jusqu'au tome 9 à partir du tome 10 c'est J-POP manga qui le publie, à partir de mars 2017 et en Pologne depuis fin février 2017. À partir de septembre 2018, la bande dessinée est également édité aux États-Unis, au Royaume-Uni, en Irlande et en Afrique du Sud par VIZ Media. Depuis le 14 mai 2019 il est publié au Mexique et depuis le 22 avril 2019 au Brésil par Panini Manga. Depuis le 8 avril 2024 il est publié à la Catalogne par Editorial Base.
| Numéro de tome | Japon             | Espagne           | Allemagne         | Italie            | Pologne      | États-Unis        | Royaume-Uni      | Irlande          | Afrique du Sud   | Mexique            | Brésil            | Portugal        | Catalogne       |  |
| -------------- | ----------------- | ----------------- | ----------------- | ----------------- | ------------ | ----------------- | ---------------- | ---------------- | ---------------- | ------------------ | ----------------- | --------------- | --------------- |  |
| 1              | 6 août 2015       | 18 mars 2016      | 1er octobre 2016  | 16 mars 2017      | 20 mars 2017 | 11 septembre 2018 | 4 octobre 2018   | 13 octobre 2018  | 13 octobre 2018  | 14 mai 2019        | 22 avril 2019     | 23 janvier 2024 | 8 avril 2024    |  |
| 2              | 6 novembre 2015   | 26 juillet 2016   | 1er février 2017  | 28 août 2017      | À venir      | 13 novembre 2018  | 13 décembre 2018 | 13 décembre 2018 | 13 décembre 2018 | 2 juin 2019        | 22 juin 2019      | À venir         | 8 avril 2024    |  |
| 3              | 17 février 2016   | 30 septembre 2016 | 31 août 2017      | 1er novembre 2017 | À venir      | 8 janvier 2019    | 7 février 2019   | 7 février 2019   | 7 février 2019   | 27 août 2019       | 19 août 2019      | À venir         | 31 octobre 2024 |  |
| 4              | 16 juin 2016      | 30 mars 2017      | 27 février 2018   | 9 février 2018    | À venir      | 12 mars 2019      | 4 avril 2019     | 4 avril 2019     | 4 avril 2019     | 27 novembre 2019?  | 23 septembre 2019 | À venir         | 31 octobre 2024 |  |
| 5              | 11 avril 2017     | 1er février 2018  | 13 décembre 2018  | 9 mai 2018        | À venir      | 14 mai 2019       | 13 juin 2019     | 13 juin 2019     | 13 juin 2019     | 29 janvier 2020?   | 5 décembre 2019?  | À venir         | À venir         |  |
| 6              | 10 août 2017      | 1er août 2018     | 11 avril 2019     | 9 août 2018       | À venir      | 9 juillet 2019    | 8 août 2019      | 8 août 2019      | 8 août 2019      | 25 mars 2020?      | 6 février 2020?   | À venir         | À venir         |  |
| 7              | 20 décembre 2017  | 1er janvier 2019  | 20 juin 2022      | 9 novembre 2018   | À venir      | 10 septembre 2019 | 3 octobre 2019   | 3 octobre 2019   | 3 octobre 2019   | 22 juillet 2020?   | 6 mars 2020?      | À venir         | À venir         |  |
| 8              | 25 avril 2018     | 1er janvier 2019  | 18 juillet 2022   | 9 février 2019    | À venir      | 12 novembre 2019  | 12 décembre 2019 | 12 décembre 2019 | 12 décembre 2019 | 23 septembre 2020? | 20 mai 2020?      | À venir         | À venir         |  |
| 9              | 25 octobre 2018   | 31 octobre 2019   | 19 septembre 2022 | 9 mai 2019        | À venir      | 14 janvier 2020   | 20 février 2020  | 20 février 2020  | 20 février 2020  | 25 novembre 2020?  | 22 juillet 2020?  | À venir         | À venir         |  |
| 10             | 8 mars 2019       | 30 octobre 2020   | 14 novembre 2022  | 2 octobre 2019    | À venir      | 10 mars 2020      | 10 mars 2020     | 10 mars 2020     | 10 mars 2020     | 24 février 2021?   | 13 octobre 2020?  | À venir         | À venir         |  |
| 11             | 24 juillet 2019   | 8 juillet 2021?   | 23 janvier 2023   | 5 février 2020    | À venir      | 12 mai 2020       | 12 mai 2020      | À venir          | À venir          | 7 avril 2021?      | 11 décembre 2020? | À venir         | À venir         |  |
| 12             | 6 novembre 2019   | 3 février 2022?   | 17 juillet 2023   | 10 juin 2020      | À venir      | 14 juillet 2020   | 14 juillet 2020  | À venir          | À venir          | 26 mai 2021?       | 1er mars 2021?    | À venir         | À venir         |  |
| 13             | 3 mars 2020       | 8 décembre 2022?  | 16 octobre 2023   | 21 octobre 2020   | À venir      | 13 octobre 2020   | 13 octobre 2020  | À venir          | À venir          | 28 juillet 2021?   | 21 mai 2021?      | À venir         | À venir         |  |
| 14             | 25 septembre 2020 | 29 décembre 2022? | 12 février 2024   | 10 février 2021   | À venir      | 10 août 2021      | 10 août 2021     | À venir          | À venir          | 19 janvier 2022?   | 10 décembre 2021? | À venir         | À venir         |  |
| 15             | 25 novembre 2021  | 28 décembre 2023? | À venir           | 9 février 2022    | À venir      | 9 août 2022       | 9 août 2022      | À venir          | À venir          | 15 novembre 2023?  | 13 octobre 2023?  | À venir         | À venir         |  |
| 16             | 25 juin 2022      | 28 décembre 2023? | À venir           | 1er juin 2022     | À venir      | 14 février 2023   | 14 février 2023  | À venir          | À venir          | 31 janvier 2024?   | 26 janvier 2024?  | À venir         | À venir         |  |
| 17             | 26 janvier 2023   | À venir           | À venir           | 1er mars 2023     | À venir      | 21 novembre 2023  | 21 novembre 2023 | À venir          | À venir          | À venir            | À venir           | À venir         | À venir         |  |
| 18             | 15 février 2024   | À venir           | À venir           | À venir           | À venir      | 14 novembre 2024  | 14 novembre 2024 | À venir          | À venir          | À venir            | À venir           | À venir         | À venir         |  |
| 19             | 13 février 2025   | À venir           | À venir           | À venir           | À venir      | À venir           | À venir          | À venir          | À venir          | À venir            | À venir           | À venir         | À venir         |  |

## Anime
En janvier 2018, il est annoncé qu'une adaptation en série télévisée d'animation pour Radiant (premier manga français à être adapté en animé) est en cours de production avant que cette information ne soit réfutée par son propre auteur,. Le 31 janvier 2018, NHK confirme que l'adaptation aura bel et bien lieu en octobre 2018.
Celle-ci est réalisée par Seiji Kishi et Daiki Fukuoka au studio d'animation Lerche avec une trame scénaristique générale de Makoto Uezu. Nozomi Kawano en est la character designer et Masato Kōda le compositeur. La première saison est composée de 21 épisodes d'une durée d'environ 25 minutes, diffusés entre le 6 octobre 2018 et le 23 février 2019. Par ailleurs, le jour de la diffusion du dernier épisode, NHK annonce sur son compte Twitter qu'une seconde saison est en cours de préparation.
En France, la série est diffusée depuis le lundi 2 septembre 2019 sur la chaîne Game One en version française. Le 1er novembre 2019, Netflix France annonce la disponibilité sur sa plateforme de la 1re saison.

### Liste des épisodes

#### Saison 1
| No                                            | Titre français                                        | Titre japonais                 | Titre japonais                            | Date de 1re diffusion |
| No                                            | Titre français                                        | Kanji                          | Rōmaji                                    | Date de 1re diffusion |
| --------------------------------------------- | ----------------------------------------------------- | ------------------------------ | ----------------------------------------- | --------------------- |
| 1                                             | Le jeune sorcier -Seth-                               | 魔法使いの少年 -Seth-          | Mahōtsukai no shōnen -Seth-               | 6 octobre 2018        |
| [Chapitre 1 avec quelques modifications]      |                                                       |                                |                                           |                       |
| 2                                             | La véritable bravoure -Bravoure-                      | 本当の勇気 -Bravery-           | Hontō no yūki -Bravery-                   | 13 octobre 2018       |
| [Chapitre 1 avec quelques modifications]      |                                                       |                                |                                           |                       |
| 3                                             | Le jour du départ -Alma-                              | 旅立ちの日 -Alma-              | Tabidachinohi -Alma-                      | 20 octobre 2018       |
| [Chapitres 2 + 3 avec quelques modifications] |                                                       |                                |                                           |                       |
| 4                                             | La rencontre dans le ciel -Rencontre-                 | 大空の出会い -Encounter-       | Ōzora no deai -Encounter-                 | 27 octobre 2018       |
| [Chapitre 2 + 3 avec quelques modifications]  |                                                       |                                |                                           |                       |
| 5                                             | Le paradis du savoir et de l'espoir -Artemis-         | 英知と希望の楽園 -Artemis-     | Eichi to kibō no rakuen -Artemis-         | 3 novembre 2018       |
| [Chapitre 4 avec quelques modifications]      |                                                       |                                |                                           |                       |
| 6                                             | Une goutte d'amitié -Mélie-                           | 友情の雫 -Mélie-               | Yūjō no shizuku -Mélie-                   | 10 novembre 2018      |
| [Filler + Éléments des chapitres 4 + 5]       |                                                       |                                |                                           |                       |
| 7                                             | La créature des égouts -Monstre-                      | 地下水道に潜む者 -Monster-     | Chika suidō ni hisomu mono -Monster-      | 17 novembre 2018      |
| [Filler + Éléments du chapitre 5]             |                                                       |                                |                                           |                       |
| 8                                             | Démonstration de force -Progrès-                      | 強さの証明 -Progress-          | Tsuyo-sa no shōmei -Progress-             | 24 novembre 2018      |
| [Filler + Éléments du chapitre 5]             |                                                       |                                |                                           |                       |
| 9                                             | À la poursuite de l'hérésie -Inquisition-             | 異端を狩る者たち -Inquisition- | Itan o karumono-tachi -Inquisition-       | 1er décembre 2018     |
| [Filler + Éléments du chapitre 5]             |                                                       |                                |                                           |                       |
| 10                                            | Un balai chargé de souvenirs -Souvenir-               | 思い出の箒 -Memory-            | Omoide no hōki -Memory-                   | 8 décembre 2018       |
| [Filler + Éléments des chapitres 5]           |                                                       |                                |                                           |                       |
| 11                                            | Tumulte et fracas -Rumble Town-                       | 轟音と喧騒の街 -Rumble Town-   | Gōon to kensō no machi -Rumble Town-      | 15 décembre 2018      |
| [Chapitres 6 + 7]                             |                                                       |                                |                                           |                       |
| 12                                            | Les ténèbres dans la ville -Obscurité-                | 街に巣食う闇 -Darkness-        | Machi ni sukuu yami -Darkness-            | 22 décembre 2018      |
| [Chapitres 8 + 9]                             |                                                       |                                |                                           |                       |
| 13                                            | Prélude au chaos -Tornade-                            | 動乱序曲 -Storm-               | Dōran jokyoku -Storm-                     | 29 décembre 2018      |
| [Chapitres 10 + 11]                           |                                                       |                                |                                           |                       |
| 14                                            | Quand sonne la cloche de la destruction -Catastrophe- | 崩壊の鐘の音 -Catastrophe-     | Hōkai no kanenone -Catastrophe-           | 5 janvier 2019        |
| [Chapitres 12 + 13 + 14 + 15]                 |                                                       |                                |                                           |                       |
| 15                                            | Ses poings sont tels des météores -Éclat-             | その拳は流星のように -Burst-   | Sono kobushi wa ryuusei no you ni -Burst- | 12 janvier 2019       |
| [Chapitres 16 + 17 + 18 + 19]                 |                                                       |                                |                                           |                       |
| 16                                            | Élève-toi à travers la tempête -Montée-               | 嵐穿ち舞い上がれ -Rising-      | Arashi ugachi maiagare -Rising-           | 19 janvier 2019       |
| [Chapitres 19 + 20 + 21 + 22 + 23]            |                                                       |                                |                                           |                       |
| 17                                            | À présent, le souffle du vent s'est tu -Sérénade-     | いま風の音を止めて -Serenade-  | Ima kazenone o tomete -Serenade-          | 26 janvier 2019       |
| [Chapitres 24 + 25 + 26]                      |                                                       |                                |                                           |                       |
| 18                                            | Post Tenebras Lux -Éveil-                             | 闇のあとの光 -Awakening-       | Yami no ato no hikari -Awakening-         | 2 février 2019        |
| [Chapitres 27 + 28]                           |                                                       |                                |                                           |                       |
| 19                                            | Le monde que tu as changé -Soulagement-               | 君が変えた世界 -Relief-        | Kimi ga kaeta sekai -Relief-              | 9 février 2019        |
| [Chapitre 28]                                 |                                                       |                                |                                           |                       |
| 20                                            | Le présage -Signe-                                    | 予兆 -Sign-                    | Yochō -Sign-                              | 16 février 2019       |
| [Filler]                                      |                                                       |                                |                                           |                       |
| 21                                            | A la poursuite de l'avenir -Utopie-                   | 未来を求めて -Utopia-          | Mirai o motomete -Utopia-                 | 23 février 2019       |
| [Chapitre 29 + Filler]                        |                                                       |                                |                                           |                       |

#### Saison 2
| No                                 | Titre français                                                    | Titre japonais                     | Titre japonais                                  | Date de 1re diffusion |
| No                                 | Titre français                                                    | Kanji                              | Rōmaji                                          | Date de 1re diffusion |
| ---------------------------------- | ----------------------------------------------------------------- | ---------------------------------- | ----------------------------------------------- | --------------------- |
| 1 (22)                             | Vers une nouvelle aventure -Ouverture-                            | 新たなる冒険へ -Overture-          | Aratanaru bōken e -Overture-                    | 2 octobre 2019        |
| [Chapitres 17 + 29 + 30]           |                                                                   |                                    |                                                 |                       |
| 2 (23)                             | Rencontre inattendue sous la pluie -Mist-                         | 霧雨の邂逅 -Mist-                  | Kirisame no kaikō -Mist-                        | 9 octobre 2019        |
| [Chapitres 30 + 31 + 32]           |                                                                   |                                    |                                                 |                       |
| 3 (24)                             | La capitale des Chevaliers -Merlin-                               | 騎士の都 -Caislean Merlin-         | Kishi no to -Caislean Merlin-                   | 16 octobre 2019       |
| [Chapitres 32 + 33 + 34]           |                                                                   |                                    |                                                 |                       |
| 4 (25)                             | La créature qui apporte le malheur -Dullahan-                     | 災いをよぶ者 -Dullahan-            | Wazawai o yobu mono -Dullahan                   | 23 octobre 2019       |
| [Chapitres 34 + 35]                |                                                                   |                                    |                                                 |                       |
| 5 (26)                             | Sous une douce pluie -Rain-                                       | 雨音静かに心は遠く -Rain-          | Amaoto shizukani kokoro wa tōku -Rain-          | 30 octobre 2019       |
| [Chapitre 35]                      |                                                                   |                                    |                                                 |                       |
| 6 (27)                             | Son nom -Diabal-                                                  | 彼の者の名は -Diabal-              | Ka no mono no nawa -Diabal-                     | 6 novembre 2019       |
| [Chapitres 35 + 36 + 37]           |                                                                   |                                    |                                                 |                       |
| 7 (28)                             | La bataille des Spectrums -Spectre-                               | スペクトル攻防戦 -Spectre-         | Supekutoru kōbō-sen -Spectre-                   | 13 novembre 2019      |
| [Chapitres 38 + 39 + 40]           |                                                                   |                                    |                                                 |                       |
| 8 (29)                             | Seth et la forêt du temps -Caillte-                               | 時の森のセト -Caillte-             | Toki no Mori no Seto -Caillte-                  | 20 novembre 2019      |
| [Chapitres 40 + 41 + 42]           |                                                                   |                                    |                                                 |                       |
| 9 (30)                             | Intrigue au château -Palace-                                      | 謀略の王宮 -Palace-                | Bōryaku no ōkyū -Palace-                        | 27 novembre 2019      |
| [Chapitres 43 + 44 + 45]           |                                                                   |                                    |                                                 |                       |
| 10 (31)                            | Les qualités d'un chevalier -Quality-                             | 騎士の資格 -Quality-               | Kishi no shikaku -Quality-                      | 4 décembre 2019       |
| [Chapitres 45 + 46 + 47]           |                                                                   |                                    |                                                 |                       |
| 11 (32)                            | À présent, ressens le monde -Resonance-                           | いま世界を感じて -Resonance-       | Ima sekai o kanjite -Resonance-                 | 11 décembre 2019      |
| [Chapitres 47 + 47 + 49 + 50]      |                                                                   |                                    |                                                 |                       |
| 12 (33)                            | Une vérité infectieuse -Ocoho-                                    | 真実は呪いのように -Ocoho-         | Shinjitsu wa noroi no yō ni -Ocoho-             | 18 décembre 2019      |
| [Chapitres 50 + 51 + 52]           |                                                                   |                                    |                                                 |                       |
| 13 (34)                            | Ta détermination -Knighthood-                                     | 君の決意 -Knighthood-              | Kimi no ketsui -Knighthood-                     | 25 décembre 2019      |
| [Chapitres 52 + 53 + 54]           |                                                                   |                                    |                                                 |                       |
| 14 (35)                            | Un continent en guerre -Battlefield-                              | 決戦の大地 -Battlefield-           | Kessen no daichi -Battlefield-                  | 8 janvier 2020        |
| [Chapitres 54 + 55 + 56 + 57]      |                                                                   |                                    |                                                 |                       |
| 15 (36)                            | La mélodie de la destruction, l'invitation en enfer -Harmonizium- | 奈落へ誘う滅びの調べ -Harmonizium- | Naraku e izanau horobi no shirabe -Harmonizium- | 15 janvier 2020       |
| [Chapitres 58 + 59]                |                                                                   |                                    |                                                 |                       |
| 16 (37)                            | La dernière lueur d'une vie -Tragedy-                             | 消えゆく命の灯火 -Tragedy-         | Kie yuku inochi no tomoshibi -Tragedy-          | 22 janvier 2020       |
| [Chapitres 60 + 61]                |                                                                   |                                    |                                                 |                       |
| 17 (38)                            | Le Dragon noir est descendu des cieux -Pen Draig-                 | 黒き竜は舞い降りた -Pen Draig-     | Kuroki ryū wa maiorita -Pen Draig-              | 29 janvier 2020       |
| [Chapitres 61 + 62 + 63 + 64]      |                                                                   |                                    |                                                 |                       |
| 18 (39)                            | L'éclatante volonté des Hommes -Resistance-                       | 輝くは人の意思 -Resistance-        | Kagayaku wa hito no ishi -Resistance-           | 5 février 2020        |
| [Chapitres 64 + 65 + 66 + 67]      |                                                                   |                                    |                                                 |                       |
| 19 (40)                            | Je n'entends plus le son de ta voix -Myrddin-                     | 君の声が聞こえない -Myrddin-       | Kiminokoe ga kikoenai -Myrddin-                 | 12 février 2020       |
| [Chapitres 68 + 69]                |                                                                   |                                    |                                                 |                       |
| 20 (41)                            | Un bouquet sur cette terre -Fantasia-                             | この大地に花束を -Fantasia-        | Kono daichi ni hanataba o -Fantasia-            | 19 février 2020       |
| [Chapitres 69 + 70 + 71 + 72 + 73] |                                                                   |                                    |                                                 |                       |
| 21 (42)                            | L'avenir est avec toi -Eternity-                                  | 未来は君とともに -Eternity-        | Mirai wa kimi to tomoni -Eternity-              | 26 février 2020       |
| [Chapitres 74 + 75]                |                                                                   |                                    |                                                 |                       |

## Séries dérivées
Radiant aura droit à son univers étendu grâce à deux spin-off qui doivent paraître entre 2024 et 2025 :
- le premier, intitulé "Fabula Fantasia", retracera l'histoire du Patrem Inquisiteur, fondateur de l'Inquisition dans Radiant.
Tony Valente dessinera et écrira cette mini-série d'entre 1 et 2 volume(s) dont la parution du tome 1 est prévue pour le 4 juillet 2025 ;
- le deuxième, intitulé "Cyfandir Chronicles", se concentrera sur la vie des élèves de l'école des chevaliers-sorciers après la guerre de Cyfandir. L'histoire tournera autour d'un personnage nommé Aquill.
Tony Valente sera au scénario, Naokuren au dessin. Cette série de manga sera également courte (3 tomes selon les dires du dessinateur) dont le premier tome de cette série est sorti le 31 Mai 2024.

## Réception critique
À l'occasion de l'Anime & Manga Grand Prix, la série reçoit le prix de la meilleure BD au « style manga » de l'année 2014, décerné par le magazine AnimeLand. Elle remporte également le prix BD/Manga Canal BD-J'aime lire Max dans la catégorie « Manga » en 2015.
À l'occasion de la Japan Expo 2016, la série reçoit le prix Daruma du meilleur manga international

### Publication
Ankama
1. 1 2  (fr) « Tome 1 », sur Ankama Éditions
2. 1 2  (fr) « Tome 2 », sur Ankama Éditions
3. 1 2  (fr) « Tome 3 », sur Ankama Éditions
4. 1 2  (fr) « Tome 4 », sur Ankama Éditions
5. 1 2  (fr) « Tome 5 », sur Ankama Éditions
6. 1 2  (fr) « Tome 6 », sur Ankama Éditions
7. 1 2  (fr) « Tome 7 », sur Ankama Éditions
8. 1 2  (fr) « Tome 8 », sur Ankama Éditions
9. 1 2  (fr) « Tome 9 », sur Ankama Éditions
10. 1 2  (fr) « Tome 10 », sur Ankama Éditions
11. 1 2  (fr) « Tome 11 », sur Ankama Éditions
12. 1 2  (fr) « Tome 12 », sur Ankama Éditions
13. 1 2  (fr) « Tome 13 », sur Ankama Éditions
14. 1 2  (fr) « Tome 14 », sur Ankama Éditions
15. 1 2  (fr) « Tome 15 », sur Ankama Éditions
16. 1 2  (fr) « Tome 16 », sur Ankama Éditions
17. 1 2  (fr) « Tome 17 », sur Ankama Éditions
18. 1 2  (fr) « Tome 18 », sur Ankama Éditions
19. 1 2  (fr) « Tome 19 », sur Ankama Éditions

### Documentation
- Paul Giner, « 'Radiant #8 : jeu, Seth et match », Casemate, no 109,‎ décembre 2017, p. 60.